# Liduina di Schiedam
Liduina di Schiedam, nota anche come Santa Liduina,  Santa Lidina, Santa Lidwina, Santa Ludwina o Santa Liedewij (Schiedam, 18 marzo 1380 – Schiedam, 14 aprile 1433), è stata una mistica olandese.
Il suo culto come santa è stato confermato nel 1890 da papa Leone XIII ed è una delle sante olandesi più venerate. Liduina è storicamente la prima persona a cui siano stati attribuiti i sintomi tipici della sclerosi multipla, seppur il quadro clinico resti controverso e forse ascrivibile principalmente all'anoressia.

## Biografia
Liduina era l'unica figlia femmina di Peter, una guardia notturna, e Petronella, che avevano altri otto figli maschi. 
Liduina dall'età di 15 anni perse e non riacquistò più la salute fisica a causa degli esiti cronici della caduta avvenuta il giorno della Candelora del 1394 mentre pattinava sul ghiaccio.
La xilografia riprodotta qui a fianco ritrae l'evento traumatico ed è inclusa nella biografia Vita alme virginis Lüdwine redatta nel 1456 dal predicatore francescano Johannes Brugman. L'immagine è considerata la più antica rappresentazione di pattinatori a noi pervenuta.
Dai documenti storici riguardanti la malattia di Liduina emerge un quadro clinico che ricorda quello della sclerosi multipla. Ella infatti cominciò a soffrire di una malattia debilitante a partire dai 15 anni, poco dopo la sua caduta; successivamente le sue capacità motorie diminuirono e iniziò a soffrire di forti mal di testa e mal di denti. All'età di 19 anni, era paralizzata a entrambe le gambe e aveva gravi problemi di vista. 
Liduina trascorse il resto della sua vita immobilizzata a letto, con una paralisi che nel corso degli anni andò sempre più aggravandosi, tanto da consentirle infine la mobilità della sola mano sinistra. Le agiografie attribuiscono a Liduina eventi inspiegabili e/o miracolosi: incapacità ad alimentarsi con conseguente digiuno (oltre i normali limiti di sopravvivenza), telecinesi (racconti di suoi viaggi in Terra Santa e a Città del Vaticano) sino a ricevere il santo dono delle stigmate. Peraltro la raccolta e revisione critica di racconti, documenti e agiografie sulla santa mostrerebbe occultamento di originali, riscritture e modifiche tanto da far sorgere dubbi su qualità e quantità di ciò che vi è descritto.
Per la sua forza d'animo molti contemporanei, specialmente malati cronici, andavano a trovarla per riceverne consiglio e conforto. 
Morì all'età di 53 anni. La sua tomba divenne meta di pellegrinaggi.

## Devozione
Tommaso da Kempis ne ha redatto una biografia. Un'altra famosa agiografia della santa è stata scritta, in due diverse versioni, dal predicatore francescano Johannes Brugman tra il 1433 e il 1456.
Le reliquie della santa sono conservate nella "Chiesa di santa Liduina" a Schiedam, insieme a una statua che la rappresenta. Tale chiesa fu elevata a basilica nel 1990 dal papa Giovanni Paolo II. La devozione a questa santa è diffusa anche in Belgio.
La santa è ricordata il 18 marzo, il 14 aprile o il 14 giugno, a seconda del paese e della confessione religiosa.